# استیل (گروه عاملی)
استیل (به انگلیسی: acetyl) در شیمی آلی یک گروه عاملی با فرمول شیمیایی COCH۳ است که گاهی برای نمایش آن از نماد Ac استفاده می‌شود. (باید دقت کرد که با عنصر اکتینیم اشتباه گرفته نشود.) گروه استیل خود دارای یک گروه متیل است که با تک پیوند به یک کربونیل پیوند خورده است. مرکز کربونیل یک اسیل دارای تک الکترون آزاد است (بدون پیوند) که با کمک آن با دیگر مواد R پیوند برقرار می‌کند. در آیوپاک برای استیل نام اتانویل (ethanoyl) برگزیده شده‌است ولی این نام کمتر شنیده می‌شود. ترکیب های آلی بسیاری می توانند در نیمهٔ دیگر استیل جای گیرند، مانند: استیل کولین کلراید (پیامرسان عصبی)، استیل کوآنزیم A یا Acetyl-CoA، استیل سیستئین، استامینوفن ضد درد و اسید استیل‌سالیسیلیک (acetylsalicylic acid) با نام شناخته شدهٔ آسپرین.